# 第47回ロサンゼルス映画批評家協会賞
47th LAFCA Awards

2021年12月18日

作品賞： 

ドライブ・マイ・カー
第47回ロサンゼルス映画批評家協会賞は、ロサンゼルス映画批評家協会が2021年の映画作品に贈る賞である。2021年12月20日に受賞者が発表された。

## 受賞一覧

### 作品賞
- 受賞：『ドライブ・マイ・カー』
- 次点：『パワー・オブ・ザ・ドッグ』

### 監督賞
- 受賞：ジェーン・カンピオン - 『パワー・オブ・ザ・ドッグ』
- 次点：濱口竜介 - 『ドライブ・マイ・カー』

### 主演男優賞
- 受賞：サイモン・レックス - 『Red Rocket』
- 次点：ベネディクト・カンバーバッチ - 『パワー・オブ・ザ・ドッグ』

### 主演女優賞
- 受賞：ペネロペ・クルス - 『パラレル・マザーズ』
- 次点：レナーテ・レインスヴェ - 『わたしは最悪。』

### 助演男優賞
- 受賞：ヴァンサン・ランドン - 『TITANE/チタン』
- 受賞：コディ・スミット＝マクフィー - 『パワー・オブ・ザ・ドッグ』

### 助演女優賞
- 受賞：アリアナ・デボーズ - 『ウエスト・サイド・ストーリー』
- 次点：アーンジャニュー・エリス - 『ドリームプラン』

### 脚本賞
- 受賞：濱口竜介、大江崇允 - 『ドライブ・マイ・カー』
- 次点：ポール・トーマス・アンダーソン - 『リコリス・ピザ』

### アニメ映画賞
- 受賞：『FLEE フリー』
- 次点：『竜とそばかすの姫』

### 非英語作品賞
- 受賞：『Petite Maman』  フランス
- 次点：『アイダよ、何処へ?』  ボスニア・ヘルツェゴビナ、 オーストリア、 ドイツ、 フランス、 オランダ、 ノルウェー、 ポーランド、 ルーマニア、 トルコ

### ドキュメンタリー映画賞
- 受賞：『サマー・オブ・ソウル（あるいは、革命がテレビ放映されなかった時）』
- 次点：『プロセッション -救済への行進-』

### 編集賞
- 受賞：ジョシュア・L・ピアソン - 『サマー・オブ・ソウル（あるいは、革命がテレビ放映されなかった時）』
- 次点：アンディ・ジャーゲンセン - 『リコリス・ピザ』

### 撮影賞
- 受賞：アリ・ワグナー  - 『パワー・オブ・ザ・ドッグ』
- 次点：グリーグ・フレイザー - 『DUNE/デューン 砂の惑星』

### 音楽賞
- 受賞：アルベルト・イグレシアス - 『パラレル・マザーズ』
- 次点：ジョニー・グリーンウッド - 『パワー・オブ・ザ・ドッグ』、『スペンサー ダイアナの決意』

### 美術賞
- 受賞：ステイーヴ・サクラド - 『バーブ&スター ヴィスタ・デル・マールへ行く』
- 次点：タマラ・デヴェレル - 『ナイトメア・アリー』

### 新人賞
- 受賞：タチアナ・ウエソ - 『Prayers for the Stolen』
- 受賞：シャタラ・ミシェル・フォード - 『Test Pattern』

### 功労賞
- メル・ブルックス

### ダグラス・エドワード実験/自主映画賞
- 『The Works and Days (of Tayoko Shiojiri in the Shiotani Basin) 』